# W-38
W-38 — тральщик Імперського флоту Японії, який взяв участь у Другій світовій війні.
Корабель, який належить до типу W-19, спорудили у 1944 році на верфі Fujinagata Shipbuilding & Engineering в Осаці.
На початку липня 1944-го W-38 включили до 21-го дивізіону тральщиків, а вже 12 липня він вийшов у море в складі охорони конвою MI-11, що прямував із японського порту Моджі до Мірі (центр нафтовидобутку на північно-західному узбережжі Борнео). 21 липня конвой прибув до Такао (наразі Гаосюн на Тайвані), де зупинився на кілька діб, тоді як W-38 рушив на південь і 26—28 липня супроводив від філіппінського острова Лусон об'єднаний конвой MATA-25/YUTA-09, який прямував з Маніли/ Юліна (порт на острові Хайнань) до Такао. 29 липня MI-11 рушив далі, а 31 липня у Лусонській протоці цей конвой атакували американські підводні човни, яким вдалось потопити 4 та пошкодити 2 транспорти (загинуло близько 4 тисяч японських військовослужбовців). Після цього W-38 відокремився та провів кілька діб у південній частині Лусонської протоки, забезпечуючи проведення рятувальних операцій. 7 серпня тральщик досягнув Маніли.
8—15 серпня 1944-го W-38 пройшов з Маніли до Такао, при цьому 10 серпня він приєднався до конвою MATA-26. 22—28 серпня тральщик повернувся назад у Манілу у складі ескорту конвою TAMA-24, при цьому під час переходу загін втратив від атак субмарин два транспорти й есмінець охорони.
31 серпня — 2 вересня 1944-го W-38 виходив з Маніли для зустрічі транзитного конвою HI-73 (формування з таким кодом ходили між Японією та Сінгапуром), а 6—17 вересня пройшов до Такао, спершу ескортуючи конвой MATA-27, а потім MI-14 (Мірі — Моджі), причому останній втратив при нападі підводних човнів два транспорти.
Наступні два тижні тральщик переважно виконував протичовнові завдання в районі Такао та в Лусонській протоці, а 1—8 жовтня 1944-го супроводив на більшій частині маршруту конвой TAMA-29. 10 жовтня W-38 перейшов до охорони зустрічного конвою MATA-29, при цьому через очікування атаки ворожого авіаносного з'єднання на Формозу загін невдовзі зупинився на якірній стоянці біля острова Калаян (Лусонська протока). Удар по Формозі дійсно відбувся, а 18 жовтня всі чотири транспорти MATA-29 були потоплені авіацією біля Калаяна (втім, ймовірно на той час W-38 не перебував разом з конвоєм, оскільки відомо, що 16 жовтня він прибув до Такао).
У наступні кілька тижнів тральщик неодноразово відвідував Такао та Мако (важлива база ВМФ на Пескадорських островах у південній частині Тайваньської протоки), а також виходив для прикриття операції із проведення на буксирі кормової частини судна «Тайхаку-Мару», що було торпедоване у Лусонській протоці та розломилось (можливо відзначити, що транспорт прямував з Моджі до Маніли в конвої MOMA-05 і внаслідок атаки загинуло 1,5 тисячі військовослужбовців із 3,5 тисячі, що перебували на борту).
12—19 листопада 1944-го W-38 супроводив на більшій частині маршруту (від Такао до району затоки Лінгайєн на західному узбережжі Лусону) конвой TAMA-31B, після чого відокремився та попрямував назад на північ. Незадовго до світанку 20 листопада в районі за півтори сотні кілометрів від Такао тральщик був поцілений однією з чотирьох торпед, які випустив підводний човен «Ейтуле», та затонув за три хвилини, при цьому вибухнули власні глибинні бомби W-38.